# 德川宗將
德川宗將（日语：／ Tokugawa Munemasa，1720年4月7日—1765年4月14日），日本江戶時代大名，紀州藩第7代藩主、紀伊德川家第7代當主。

## 生平
享保五年二月三十（1720年4月7日）德川宗將在青山御殿出生，是紀州藩第6代藩主德川宗直的長子，幼名直松。享保十四年（1729年）閏九月二十八元服，同時接受將軍德川吉宗的偏諱，改名宗將，敘從四位下常陸介。
寶曆七年（1757年）父親逝世，宗將繼任紀州藩藩主，他崇信佛教，不願意處理藩政，到明和二年（1765年）二月二十五逝世，享年45歲。
| 德川宗將        |                               |                 |
| 貴族爵位和頭銜  |                               |                 |
| 前任： 德川宗直 | 紀州德川家當主 1757年－1765年 | 繼任： 德川重倫 |
| 官衔            |                               |                 |
| 前任： 德川宗直 | 紀州藩藩主 1757年－1765年     | 繼任： 德川重倫 |